# چنارسوخته (بوانات)
چنارسوخته (بوانات)، روستایی از توابع بخش مرکزی شهرستان بوانات در استان فارس ایران است. گویش این روستا به زبان عربی و شاخه ای از ایل خمسه طایفهٔ لبومحمدی هستند. شغل اکثر مردم روستا کشاورزی (کشت انگور، بادام، گردو، سیب) و دامداری است. در مجاورت روستا دو کوه مرتفع که اهالی روستا با نام کوه سفید و کوه سیاه نام گذاری کرده‌اند وجود دارد

## جمعیت
این روستا در دهستان مزایجان قرار دارد و براساس سرشماری مرکز آمار ایران در سال ۱۳۸۵، جمعیت آن ۱۴۲ نفر (۳۴خانوار) بوده‌است.